# Trisetum micans
Trisetum micans är en gräsart som först beskrevs av Joseph Dalton Hooker, och fick sitt nu gällande namn av Norman Loftus Bor. Trisetum micans ingår i släktet glanshavren, och familjen gräs. Inga underarter finns listade i Catalogue of Life.